# Булбукани (Јаши)
Булбукани (рум. Bulbucani) насеље је у Румунији у округу Јаши у општини Гропница. Oпштина се налази на надморској висини од 75 m.

## Становништво
Према подацима из 2002. године у насељу је живело 697 становника, од којих су сви румунске националности.